# روب بايرنز
روب بايرنز (بالإنجليزية: Rob Byrnes)‏ (8 ديسمبر 1958، روتشستر في الولايات المتحدة)؛ كاتب وروائي أمريكي.